# 李自重 (1883年)
李自重（1883年—1971年），原名李炳星，香港富商李煜堂長子。
少年讀于私塾，1900年赴日本留學。1901年聞清廷有割讓廣東予法國之說，與馮自由等在橫濱組織廣東獨立協會。1903年，在孫中山所創辦的革命軍事學校學習。次年加入同盟會，旋與馮自由等奉命返香港設立同盟會分會。期間曾于九龍創辦光漢學校，以軍事教育為主，受其影響，全港習武之風極盛，他亦因此而被驅逐出境，他曾在黃花崗一役前與其父李煜堂為孫文籌款，並運往廣州作為軍餉，他亦曾在自家經營的中藥老店暗自收容同盟會黨友，有「前舖賣藥，後店做軍火庫」之說。
后與李海雲在新寧城起義。民國政府成立後脫離政界，任香港廣東銀行副司理。1920年，擔任香港南華體育會首任會長。1937年，任上海聯保水火險有限公司總司理，同時在香港社會團體及各行商業均任要職。信奉基督教。

## 外部連結
- “香港三李”为民主革命出钱出力 （页面存档备份，存于）
- 李煜堂李自重：电影《十月围城》原型 （页面存档备份，存于）

1. ↑  南華足球會_中文百科全書 (newton.com.tw)